# Eunice afuerensis
Eunice afuerensis är en ringmaskart som beskrevs av Hartman 1944. Eunice afuerensis ingår i släktet Eunice och familjen Eunicidae. Inga underarter finns listade i Catalogue of Life.